# Rhodhiss (Caroline du Nord)
Rhodhiss est une ville américaine située dans les comtés de Burke et de Caldwell en Caroline du Nord. En 2010, sa population était de 1 070 habitants.

## Démographie
| 1910 | 1920 | 1930 | 1940 | 1950 | 1960 |
| ---- | ---- | ---- | ---- | ---- | ---- |
| 370  | 835  | 954  | 930  | 923  | 837  |

| 1970 | 1980 | 1990 | 2000 | 2010  | - |
| ---- | ---- | ---- | ---- | ----- | - |
| 784  | 727  | 638  | 366  | 1 070 | - |

## Traduction
- (en) Cet article est partiellement ou en totalité issu de l’article de Wikipédia en anglais intitulé « Rhodhiss, North Carolina » (voir la liste des auteurs).